# Maikol Yordan de viaje perdido
Maikol Yordan de viaje perdido es una película de comedia costarricense, producida por el cuarteto de comediantes La Media Docena, protagonizada por Mario Chacón, Daniel Moreno, Erick Hernandez, Édgar Murillo, Natalia Monge y Adal Ramones, y dirigida por Miguel Alejandro Gómez, de 2014.
La película narra la historia de Maikol Yordan Soto Sibaja, personaje televisivo creado por el grupo La Media Docena, un campesino costarricense ingenuo y bonachón, y sus peripecias al viajar a Europa con el propósito de evitar que un malvado banquero se adueñe de la finca de su familia. Es la película costarricense más vista de la historia, y el largometraje más visto del negocio cinematográfico costarricense en toda la historia.
En diciembre de 2018, fue estrenada la secuela de la película titulada Maikol Yordan 2: La cura lejana, dirigida por Daniel Moreno.

## Sinopsis
Maikol Yordan Soto Sibaja (Mario Chacón) es un humilde campesino que emigra a la ciudad en busca de empleo. Tras no tener éxito, regresa a su casa en el campo donde se reúne con su familia: su esposa Concepción (Natalia Monge) y sus ocho hijos, la abuela Doña Milagro (Anabel Ulloa) y su primo Heriberto (Boris Alonso). Una vez allí se entera de que la propiedad en la que vive se encuentra a punto de ser decomisada por deudas acumuladas y que existe un empresario de apellido Malavassi (Adal Ramones) que se encuentra interesado en adquirir la propiedad. Maikol Yordan gana un concurso para ir a Europa con todos sus gastos pagados y decide ir con el fin de encontrar un trabajo y pedir ayuda financiera a un primo lejano.
Una vez en Europa, Maikol Yordan es perseguido por Cordero (Daniel Moreno), la mano derecha de Malavassi, quien busca frustrar los planes de Maikol Yordan en distintas ocasiones. En su recorrido por Europa, Maikol Yordan se hace de varios amigos quienes le facilitan encontrarse con su primo: Carolina (María José León), una camarera colombiana que trabaja en un pub en Londres y es aspirante a modelo; François (Erik Hernández), un pícaro francés; y Greivin (Édgar Murillo), un fotógrafo costarricense que trabaja en París y se hace llamar Jean Luc.

## Antecedentes
La filmación de un largometraje fue algo que estuvo en la mente de los integrantes del cuarteto de comedia costarricense La Media Docena, durante años.
Después de mucho madurar la idea, el grupo escribió un guion con una idea central, rodeada de diversos sketches humorísticos relacionados.  Gracias a una amistad personal y cercana con el actor / presentador mexicano Adal Ramones, lograron integrarlo al proyecto con un papel protagónico. De igual forma, La Media Docena le ofreció su libreto escrito al joven director Miguel Gómez y a su productora habitual Gloriana Sanabria, con lo que el trabajo se logró en sólo unos cuantos meses con actores y extras del medio local.
El deseo se cumplió a finales de 2014, cuando salió a la luz la primera película de La Media Docena, titulada con el sugestivo nombre "Maikol Yordan: De Viaje Perdido", un ambicioso proyecto de corte familiar filmado a mediados de ese mismo año en locaciones de Costa Rica y el extranjero.
Maikol Yordan es un personaje extraído del show televisivo de La Media Docena, programa transmitido con éxito desde 2005 en Teletica Canal 7 de Costa Rica. Se trata de un simpático campesino, humilde y trabajador.

## Producción
A pesar de contar con un estilo sencillo y humorístico, la película contó con alrededor de 100 locaciones, lo que la convirtió en un proyecto costoso e inédito para un filme del país. Según la productora Gloriana Sanabria, la cinta tuvo un valor superior a los $200.000, sin escatimar en detalles: fue grabada con una cámara Panasonic Lumix DCM-GH3 y se utilizó una gran variedad de escenas cortas.
Fue filmada en localidades de Costa Rica, México, Inglaterra, Italia y Francia., en sitios tan variados como San Isidro de Heredia, Londres, París, Roma o la Ciudad del Vaticano; dicho aspecto implicó el traslado de sus protagonistas y el uso de una cantidad importante de actores extras.
Daniel Moreno, uno de los actores explicó: "Nos volamos en lo creativo, sin pensar cómo la íbamos a producir. Nosotros escribimos una escena en el Museo del Louvre, en la torre Eiffel y otra en la Ciudad del Vaticano. No nos limitamos”.
"Poner las cosas en el papel es muy fácil. Nosotros en el programa de tele (La Media Docena) muchas veces imaginamos algo y no lo hacemos porque es muy caro o porque tenemos poco tiempo. Pero en la película nos lo imaginamos y lo hicimos realidad", finalizó el comediante.

## Elenco
- Mario Chacón interpreta a Maikol Yordan Soto Sibaja, protagonista del film. Es un campesino humilde de buen corazón y algo ingenuo, que solo desea encontrar trabajo para salvar la finca de su familia.
- Boris Alonso Sosa interpreta a Heriberto, primo de Maikol Yordan.
- María José León interpreta a Carolina, amiga de Maikol Yordan en Londres.
- Natalia Monge interpreta a Concepción, esposa de Maikol Yordan.
- Daniel Moreno interpreta a Cordero, la mano derecha de Malavassi.
- Édgar Murillo interpreta a Jean-Luc/Greyvin, primo de Concepción en París.
- Erik Hernández interpreta a François, amigo de Maikol Yordan durante su recorrido por Europa.
- Adal Ramones interpreta a Magnate Malavassi, el villano de la película, un empresario que desea apoderarse de la finca de la familia de Maikol Yordan.
- Anabelle Ulloa interpreta a Milagro, la abuela de Maikol Yordan.
- Bryan Ruiz como él mismo (cameo en los créditos de la película)

## Recepción
Maikol Yordan de Viaje Perdido tiene el récord de ser la película costarricense más vista en la historia.

## Premios
Maikol Yordan de Viaje Perdido ganó dos premios en el Festival Ícaro: mejor actor para Mario Chacón, y mejor edición para Juan Alberto Díaz.